# Doxocopa plesaurina
Doxocopa plesaurina är en fjärilsart som beskrevs av Butler och Druce 1872. Doxocopa plesaurina ingår i släktet Doxocopa och familjen praktfjärilar. Inga underarter finns listade i Catalogue of Life.